# 木下佳樹
木下 佳樹（きのした よしき）は、日本の情報学者である。専門はプログラミング科学。神奈川大学プログラミング科学研究所所長。

## 経歴
- 東京大学大学院理学系研究科情報科学専攻修了。理学博士。[2]
- テキサスインスツルメンツ・アジア・リミテッド
- 通商産業省工業技術院電子技術総合研究所主任研究官
- 独立行政法人産業技術総合研究所システム検証研究センター長
- 神奈川大学理学部情報科学科教授
- 神奈川大学プログラミング科学研究所所長

## 研究/受賞
- プログラミング科学（算譜意味論、算譜検証論、妥当性確認論）
- 2018年「2018年IEC1906賞」受賞
- 2018年AIのアシュランスに関する日英国際共同研究「国際研究プロジェクトTIGARS」（ヨーク大学、Adelard LLP、株式会社WITZ、ロンドン市立大学、名古屋大学、神奈川大学の共同チーム）（研究期間2018年9月20日～2019年12月31日）[3]